# Robert Adamson (fotograf)

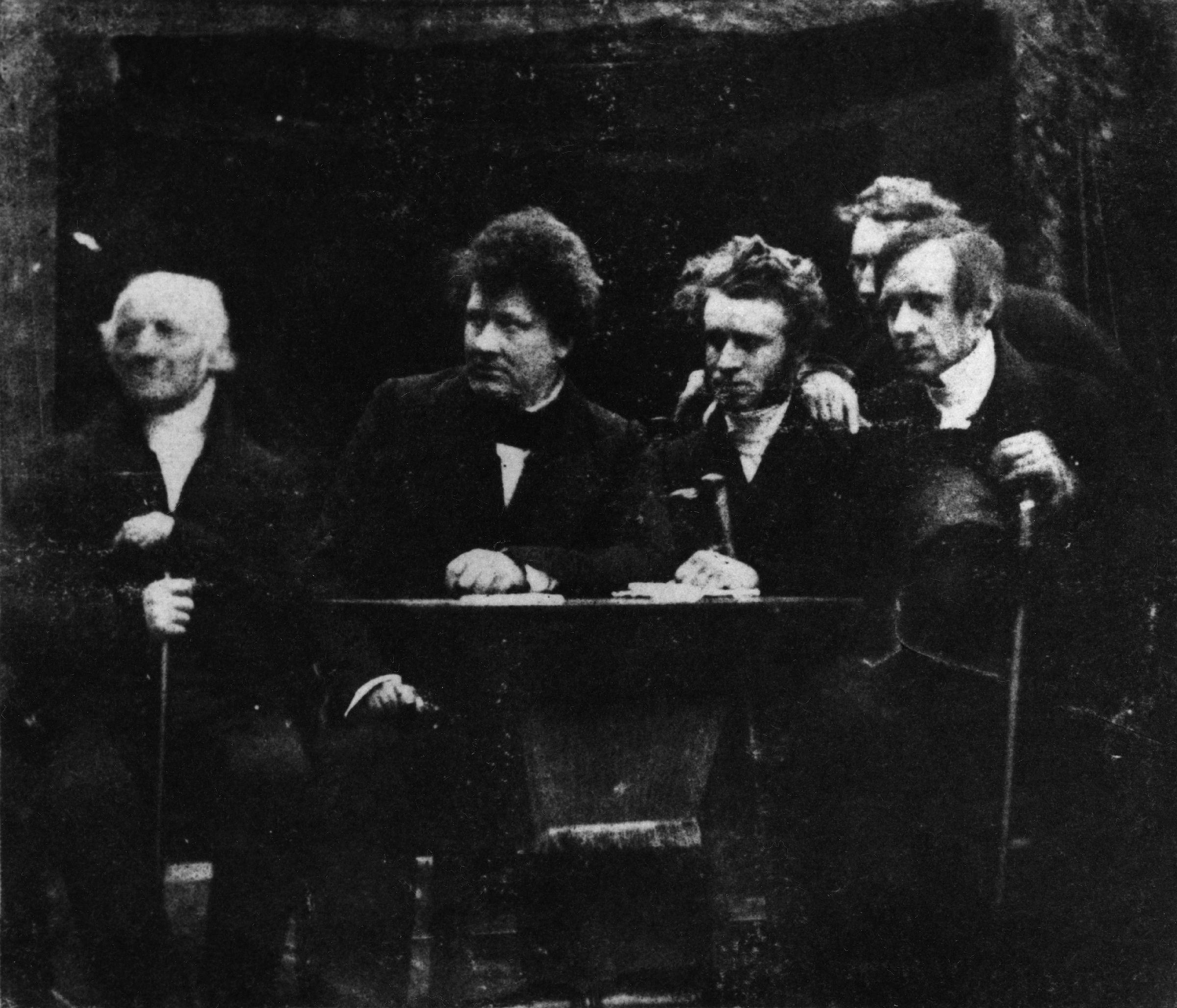
David Octavius Hill, Robert Adamson, zdjęcie wykonane na potrzeby obrazu Hilla

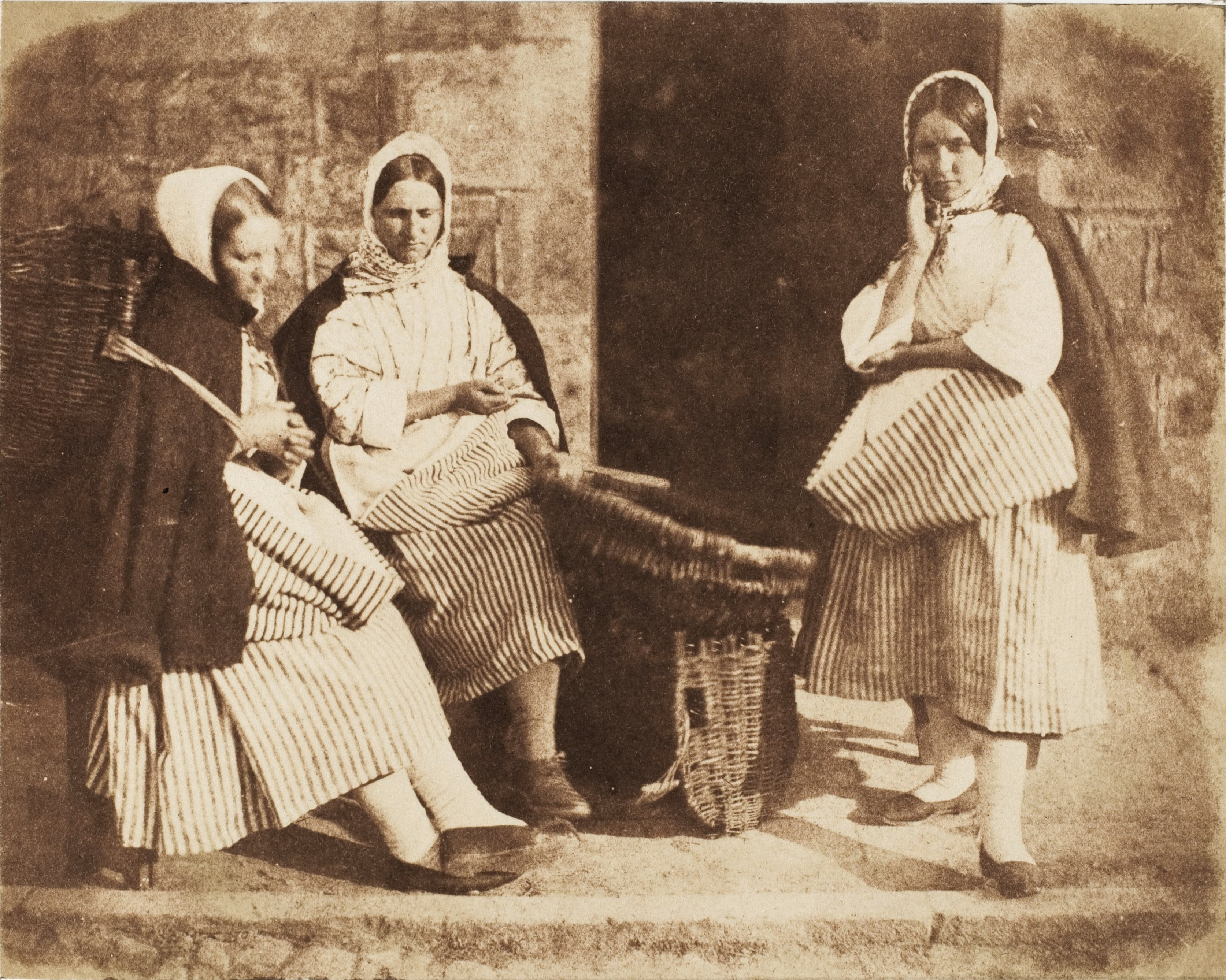
David Octavius Hill, Robert Adamson, Newhaven fishergirls, 1845

Robert Adamson (ur. 26 kwietnia 1821 w St Andrews, zm. 14 stycznia 1848 tamże ) – szkocki pionier fotografii.
John Adamson, starszy brat Roberta i naukowiec David Brewster eksperymentowali nad kalotypią – metodą wykonywania zdjęć, opracowaną przez Brytyjczyka Williama Foxa Talbota. Kalotypia była wówczas techniką mniej popularną od dagerotypu. Obie metody różniły się nie tylko procesami chemicznymi, na których się opierały, podłożem, na którym powstawało zdjęcie (kalotypia na papierze, dagerotyp na metalowej płytce), ale i finalnym wyrazem fotografii – dagerotypy cechowały się bardzo dużą szczegółowością, podczas gdy odbitki kalotypowe były bardziej malarskie i pozbawione detali. Brewester korespondował z Talbotem, który chciał, aby ktoś w Szkocji zajął się wykonywaniem zdjęć jego metodą i stał się tym samym konkurencją dla dagerotypistów. Brewester i John Adamson nauczyli kalotypii Roberta Adamsona, który w maju 1843 roku został pierwszym profesjonalnym kalotypistą w Edynburgu.
18 maja 1843 w Edynburgu doszło do podpisania deklaracji niezależności Wolnego Kościoła Szkocji. Obecny przy tym wydarzeniu malarz-pejzażysta David Octavius Hill (1802-1870) postanowił upamiętnić je i wykonać zbiorowy portret 474 osób, które podpisały się pod deklaracją. Brewster, który przypuszczał, że wykonanie szkiców setek postaci, jest zadaniem trudnym do realizacji, zaproponował Hillowi współpracę z Robertem Adamsonem. W efekcie podstawą obrazu miały być fotografie pojedynczych osób. Adamson i Hill pracowali w studiu lub na wolnym powietrzu, ustawiając modeli na tle kilku mebli. Hill zajmował się stroną artystyczną przedsięwzięcia i ustawiał fotografowanych, a Adamson zajmował się obsługą aparatu i wywoływaniem zdjęć. Swoje zadanie Hill i Adamson ukończyli pod koniec 1843. Wykonane przez nich portrety cechują się bogatymi efektami światłocieniowymi i walorami malarskimi przy jednoczesnym zachowaniu wrażenia naturalności. Akwarelista John Harden porównał jest do dzieł Rembrandta.
Hill i Adamson stworzyli zgrany duet. Dzięki znajomościom Hilla, Adamson w swoim studiu fotografował przedstawicieli wyższych sfer Edynburga. W 1844 zapowiedzieli wydanie kilku publikacji ze swoimi fotografiami: The Fishermen and Women of the Firth of Forth, Highland Character and Costume, Architectural Structures of Edinburgh, Architectural Structures of Glasgow, & c., Old Castles, Abbeys,& c. in Scotland i Portraits of Distinguished Scotchmen. Choć ostatecznie tytuły te nigdy nie zostały opublikowane, Hill i Adamson rozpoczęli wykonywanie zdjęć do nich. W latach 1843–45 zrobili ok. 130 fotografii rybaków z Newhaven, które uważane są jedno z ich szczytowych osiągnięć. Było to zarazem jedno z najwcześniejszych wykorzystań fotografii w celach społeczno-dokumentacyjnych. Adamson i Hill wykonywali także zdjęcia o charakterze pejzażowymi oraz fotografowali inscenizowane scenki.
Ich działalność przerwała śmierć Adamsona w styczniu 1848. Dalsza działalność Hilla była mniej owocna i ich dorobek popadł w zapomnienie. W latach 90. XIX wieku fotograf J. Craig Annan wykonał na bazie zdjęć Hilla i Adamsona heliograwiury, które następnie poddawał ocenie różnych artystów. Pozytywnie wypowiedział się o nich James Whistler. W 1905 i 1912 Alfred Stieglitz zamieścił je w swoim piśmie „Camera Work”. Do dalszej popularyzacji dorobku Hilla i Adamsona przyczyniła się ich monografia autorstwa Heinricha Schwarza, opublikowana w 1931